# Південні міомбові рідколісся
Південні міомбові рідколісся (ідентифікатор WWF: AT0719) — афротропічний екорегіон тропічних та субтропічних луків, саван і чагарників, розташований на сході Південної Африки.

## Географія
Екорегіон південних міомбових рідколісь є частиною великого міомбового поясу, поширеного на значних територіях Замбезії, на південь від гвінейсько-конголезьких лісів і лісосаван та від східноафриканських саван. Він складається з чотирьох окремих частин, найбліьша з яких охоплює більшу частину Зімбабве та мозамбікську провінцію Маніка, розташовану на схід від гір Чіманімані. Більшу частину цієї території оточують мопанові рідколісся Замбезії, які відділяють її від другої за площею частини екорегіону. Ця частина південних міомбових рідколісь простягається на північ від долини Замбезі і охоплює південну третину Замбії, а також південний захід Малаві та провінцію Тете на північному заході Мозамбіку. На півночі та північному сході від цієї частини екорегіону поширені міомбові рідколісся Центральної Замбезії. Дві менших частини екорегіону розташовані на півдні Мозамбіку. На сході вони переходять у прибережні ліси та рідколісся Південного Суахілі, а на заході — у мопанові рідколісся Замбезії.
Більша частина регіону розташована на плато та плосокогір'ях, на висоті від 1000 до 1500 м над рівнем моря, за винятком двох південних ділянок, розташованих на висоті 200-800 м над рівнем моря. Рельєф регіону представлений відносно пласкими рівнинами, по яким розкидані округлі пагорби, відомі як борнхардти або інзельберги, основу яких складають інтрузивні граніти та гнейси. Північна частина екорегіону належить до басейну Замбезі, а південна — до басейнів Саве та Лімпопо. По всьому регіону зустрічаються дрібні озера та мілководні, порослі травою та осокою водно-болотні угіддя, відомі як флей або дамбо. Ґрунти добре дреновані, кислі та бідні на поживні речовини. Вздовж уступів та навколо інзельбергів ґрунти кам'янисті.
Густота населення в екорегіоні є досить високою. В межах регіону розташовані міста Хараре та Лусака, столиці Зімбабве та Замбії відповідно.

## Клімат
На більшій частині екорегіону переважає вологий субтропічний клімат (Cwa за класифікацією кліматів Кеппена), подекуди — саванний клімат (Aw за класифікацією Кеппена), а на гірських плато — високогірний субтропічний клімат (Cwb за класифікацією Кеппена). З середини серпня по жовтень триває спекотний сухий сезон, з листопада по березень — спекотний вологий сезон, а з квітня до початку серпня — теплий сухий сезон. Середня максимальна температура коливається від 18 до 27 °C і зазвичай становить близько 24 °C. Мінімальні температури коливаються від 9 до 15 °C. В низинних частинах регіону середні температури значно вищі. Опади сезонні, зимова посуха триває від 4 до 7 місяців. Середньорічна кількість опадів в Зімбабве коливається від 600 до 800 мм, а на півдні Мозамбіку може досягати 1000 мм.

## Флора
Основними рослинними угрупованнями екорегіону є міомбові рідколісся, які перемежовуються луками та водно-болотними угіддями. Міомбо відрізняються від інших саван, рідколісь та лісів Африки домінуванням в них дерев з підродини цезальпінієвих (Caesalpinioideae), зокрема різних видів брахістегій (Brachystegia spp.) та жюльбернардій (Julbernardia spp.), які рідко зустрічаються поза межами міомбо. Міомбові рідколісся екорегіону є більш сухими, ніж інші міомбо Замбезії, та вирізняються меншим флористичним різноманіттям, хоча ділянки в Зімбабве, де переважають серпентінові ґрунти, є локальними центрами видоутворення та ендемізму.
Основу міомбових рідколісь екорегіону складають зеброві дерева (Brachystegia spiciformis) та дерева мнондо (Julbernardia globiflora). Серед інших поширених в екорегіоні дерев слід відзначити солодку уапаку (Uapaca kirkiana), брахістегію Бьома (Brachystegia boehmii), Monotes glaber (Monotes glaber), вербову форею (Faurea saligna), оксамитоволистий комбретум (Combretum molle), альбіцію Антуніша (Albizia antunesiana), колючий стрихнос (Strychnos spinosa), корковий стрихнос (Strychnos cocculoides), індійську флакуртію (Flacourtia indica) та африканську мушмулу (Vangueria infausta). Трав'яний покрив зазвичай розріджений.
Важливим екологічним фактором, який впливає на міомбові рідколісся, є пожежі. Значна сезонність опадів призводить до того, що дерева залишаються сухими протягом кількох місяців у році, а грози на початку сезону дощів можуть легко запалити рослинність. Крім того, що савани регіону від природи вразливі до пожеж, протягом тисячоліть люди навмисно підпалювали їх з метою полювання або розчистки землі під поля та пасовища. 
В деяких частинах екорегіону, зокрема в місцевостях з поганим дренажем, зустрічаються луки та савани. Серед інших рослинних угруповань, що трапляються в екорегіоні, слід відзначити сухі листяні ліси та чагарники, а також прибережні листяні зарості.

## Фауна
Загальне фауністичне різноманіття екорегіону є доволі високим, однак багато видів тварин, що зустрічаються в ньому, віддають перевагу не міомбо, а іншим природним середовищам, зокрема водно-болотним угіддям та місцевостям поблизу інзельбергів. Низька щільність великих ссавців пояснюється суворим сухим сезоном, тривалими посухами та бідними ґрунтами, на яких росте переважно бідна на поживні речовини рослинність. Ці умови обмежують чисельність і біомасу великих травоїдних тварин, а також зміщують їх видовий склад у бік більших видів, таких як саванні слони (Loxodonta africana), чорні носороги (Diceros bicornis) та південні білі носороги (Ceratotherium simum simum). Серед поширених в екорегіоні антилоп слід відзначити кінську антилопу (Hippotragus equinus), чорного шаблерога (Hippotragus niger), конгоні Ліхтенштайна (Alcelaphus buselaphus lichtensteinii), велику редунку (Redunca arundinum), великого куду (Tragelaphus strepsiceros) та звичайну канну (Taurotragus oryx). Також в екорегіоні зустрічаються африканські буйволи (Syncerus caffer caffer), топі (Damaliscus lunatus), північні стенбоки (Raphicerus sharpei), блакитні гну (Connochaetes taurinus) та звичайні бегемоти (Hippopotamus amphibius).
Більшість копитних, характерних для міомбових рідколісь, є спеціалізованими видами, які вибірково харчуються багатими на поживні речовини пагонами трави. Це означає, що їм потрібні великі кормові площі, оскільки їм часто доводиться сезонно переміщуватися у пошуках відповідного корму. Наприклад, чорні шаблероги зустрічаються в міомбо під час сезону дощів з жовтня по травень, однак під час сезону посухи переміщуються ближче до води. Конгоні Ліхтенштайна віддають перевагу екотонам між міомбо та дамбо, тоді як великі редунки найчастіше зустрічаються на порослих травою галявинах.
Серед великих хижих ссавців, поширених в регіоні, слід відзначити лева (Panthera leo), африканського леопарда (Panthera pardus pardus), південноафриканського гепарда (Acinonyx jubatus jubatus), плямисту гієну (Crocuta crocuta) та рідкісну гієнову собаку (Lycaon pictus), а серед більш дрібних хижаків — звичайного каракала (Caracal caracal), смугастого шакала (Lupulella adusta) та сіру мангусту (Paracynictis selousi).
В межах екорегіону зустрічається близько 500 видів птахів. Серед майже ендемічних птахів, поширених в екорегіоні, слід відзначити червоноголового нерозлучника (Agapornis lilianae), гранітника (Pinarornis plumosus), танзанійського дятла (Dendropicos stierlingi), замбійську лібію (Lybius chaplini), рожевоволого перлистика (Hypargos margaritatus) та жовтоволого щедрика (Crithagra citrinipectus). Серед рідкісних хижих птахів, поширених в регіоні, слід відзначити капського сипа (Gyps coprotheres), степового боривітра (Falco naumanni) та сокола-малюка (Falco fasciinucha).
Герпетофауна екорегіону є єдиною групою тварин з відносно високим рівнем ендемізму. Близько 30 видів змій та ящірок є майже ендемічними представниками екорегіону. Серед них слід відзначити товстопалого гекона О'Шонессі (Pachydactylus oshaughnessyi) та карликову вовчу змію (Lycophidion nanum).

## Збереження
Близько 22,5 % площі екорегіону є заповідними територіями. Природоохоронні території включають: Національний парк Касунгу в Малаві, Національний парк Зінаве в Мозамбіку, Національний парк Нижньої Замбезі, Національний парк Лукусузі та Національний парк Південної Луангви в Замбії, а також Національний парк Чізаріра, Національний парк Матусадона та Національний парк Ньянга в Зімбабве.